# Pektu-hegy

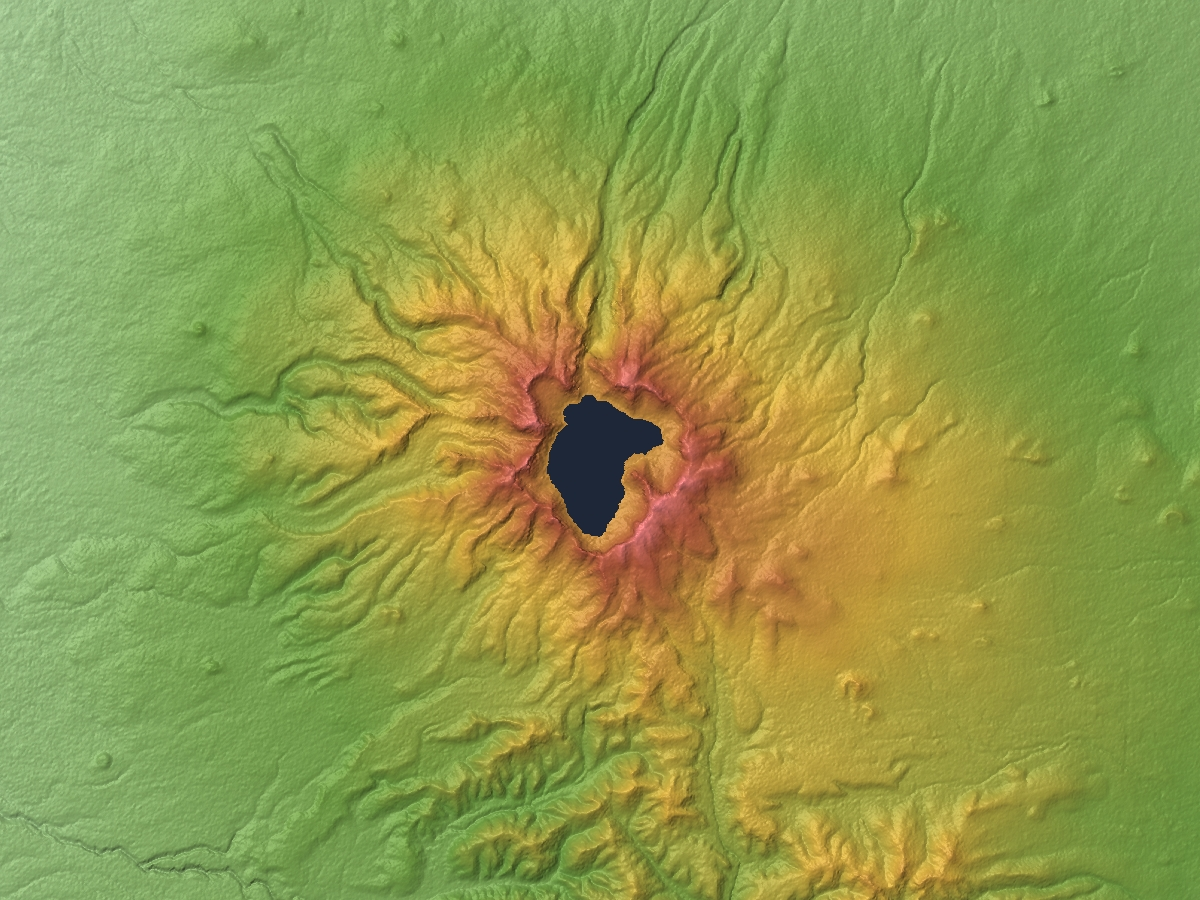
Pektu domborzati térképe

A Pektu-hegy (koreaiul: 백두산, Pektuszan, nyugaton kétféleképp szokták írni: Paektu-san (északi stílusban); Baekdu-san (déli stílusban), kínaiul: 白头山, Pajtousan (Baitoushan)) Észak-Korea legmagasabb pontja, az ország Kínával közös határvonalán fekszik, a Csangpaj (Changbai)-hegységben. 
Fontos szerepet tölt be a koreai mitológiában, a koreaiak eredettörténetében, ahol a monda szerint Tangun (Dangun), az első koreai királyság alapítója született.
A hegyet gyakran használta fel a Kim-dinasztia (Pektu hjolthong) mindhárom generációja az Észak-Koreai állami propaganda számára.

## Neve
A kínai nyelvben két neve van a Pektu-hegynek, mind a kettő mandzsu eredetű. Az egyik a Csangpajsan (Changbaishan) („állandóan fehér hegy”) a másik neve pedig, amivel a tetejében található tavat is említik, a Pajtousan (Baitoushan) („fehér fejű hegy”). Ez utóbbiból alakult ki a koreai megnevezése is.

## Leírása
A Pektu tűzhányó, amely a pliocén végén lépett működésbe és a történelmi időkből is ismeretesek kitörései (A Pektu vulkán 946-os kitörése, 1597, 1668, 1702)). A szabályos rétegvulkán gyűrű alakú kráterében egy 9,2 km²-es, 384 méter mély krátertó alakult ki, amelyet június végéig vastag jég borít, és nyáron sem melegszik fel 6 °C-nál melegebbre. A kráter peremét átvágó és a fölös vizet levezető patak a Szungari folyó forrásága.

## Képek

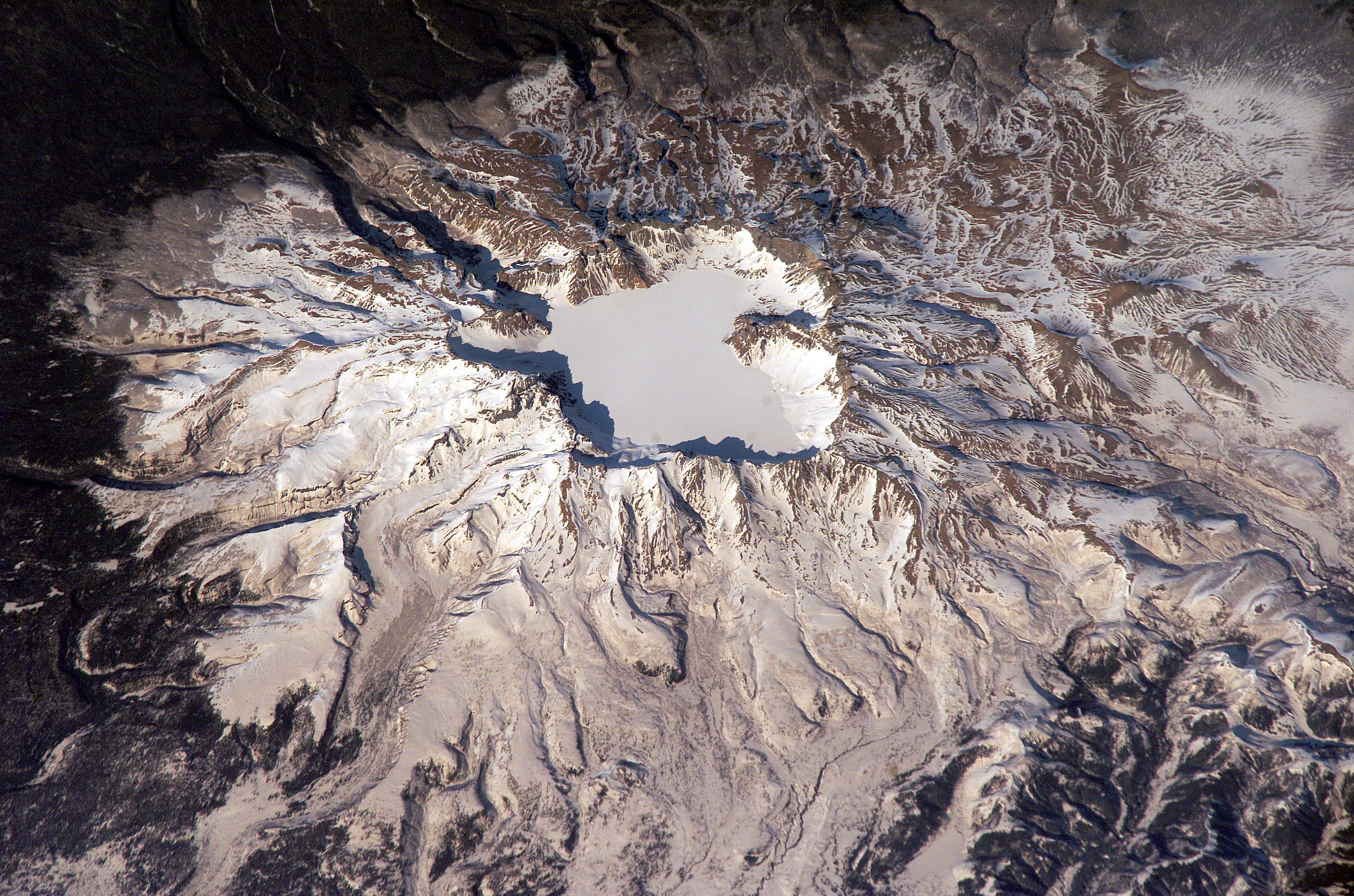
A hegy télen (műholdfelvétel)
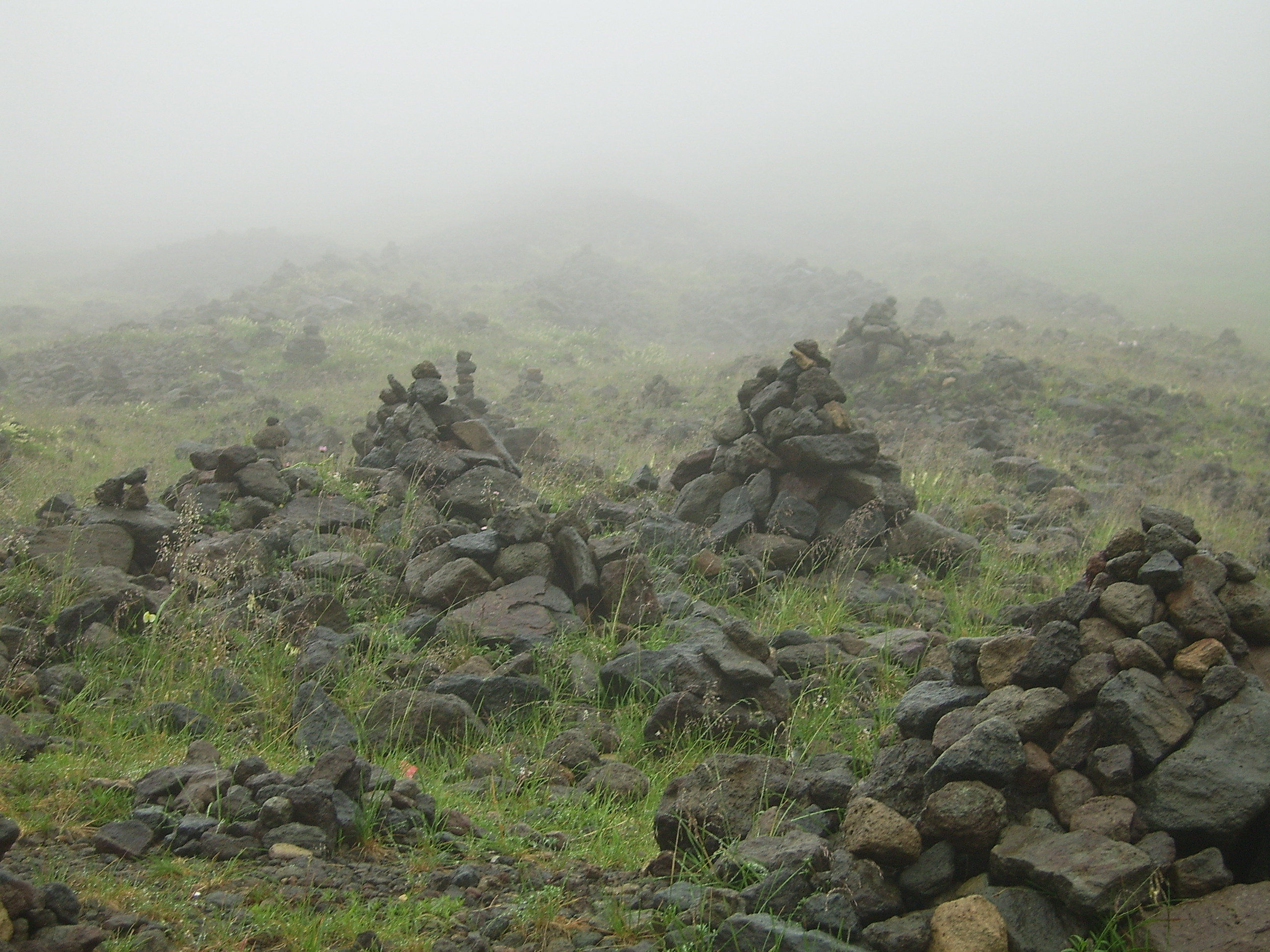
Kőhalmok a kínai-koreai határon
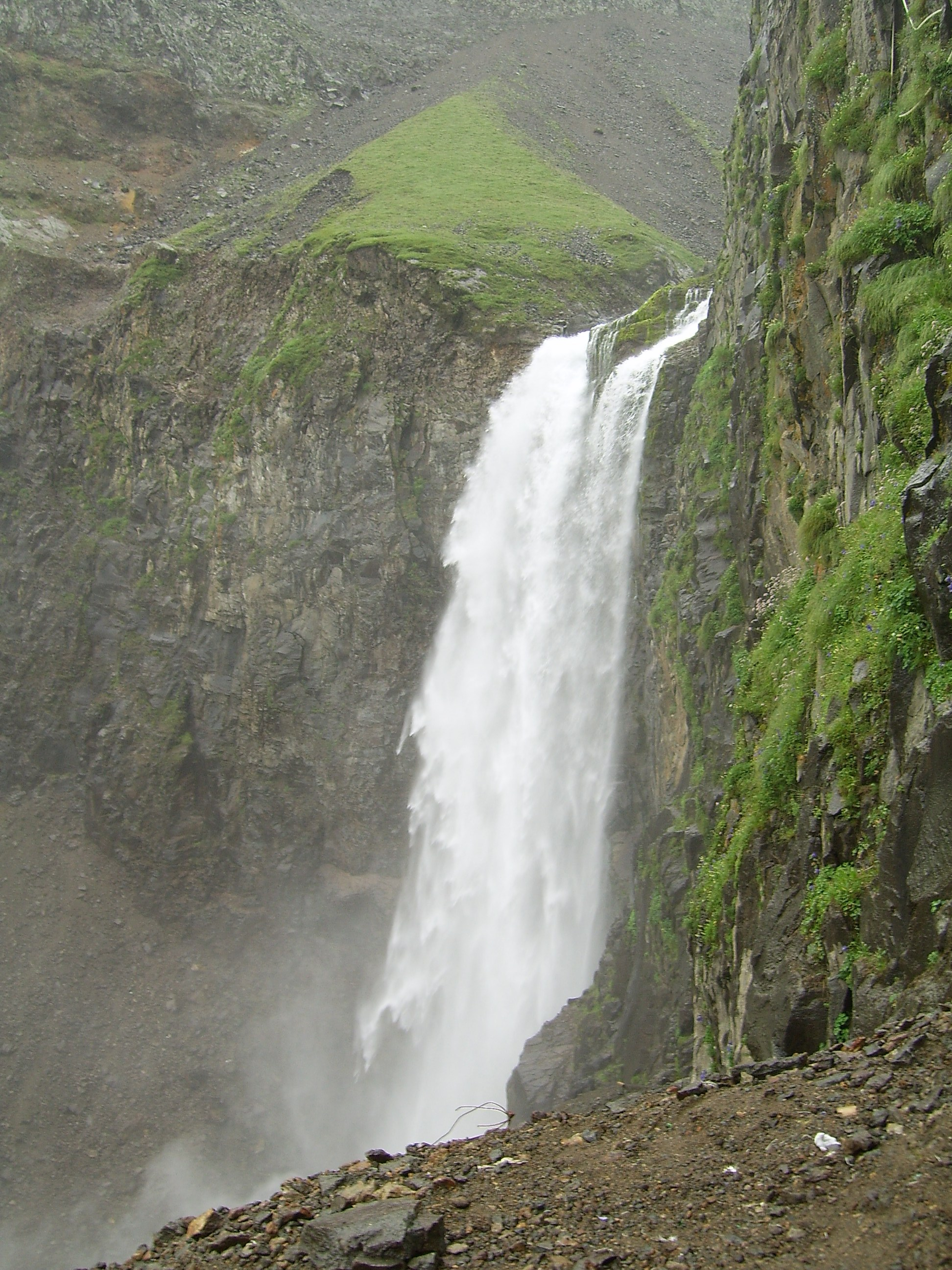
Vízesés
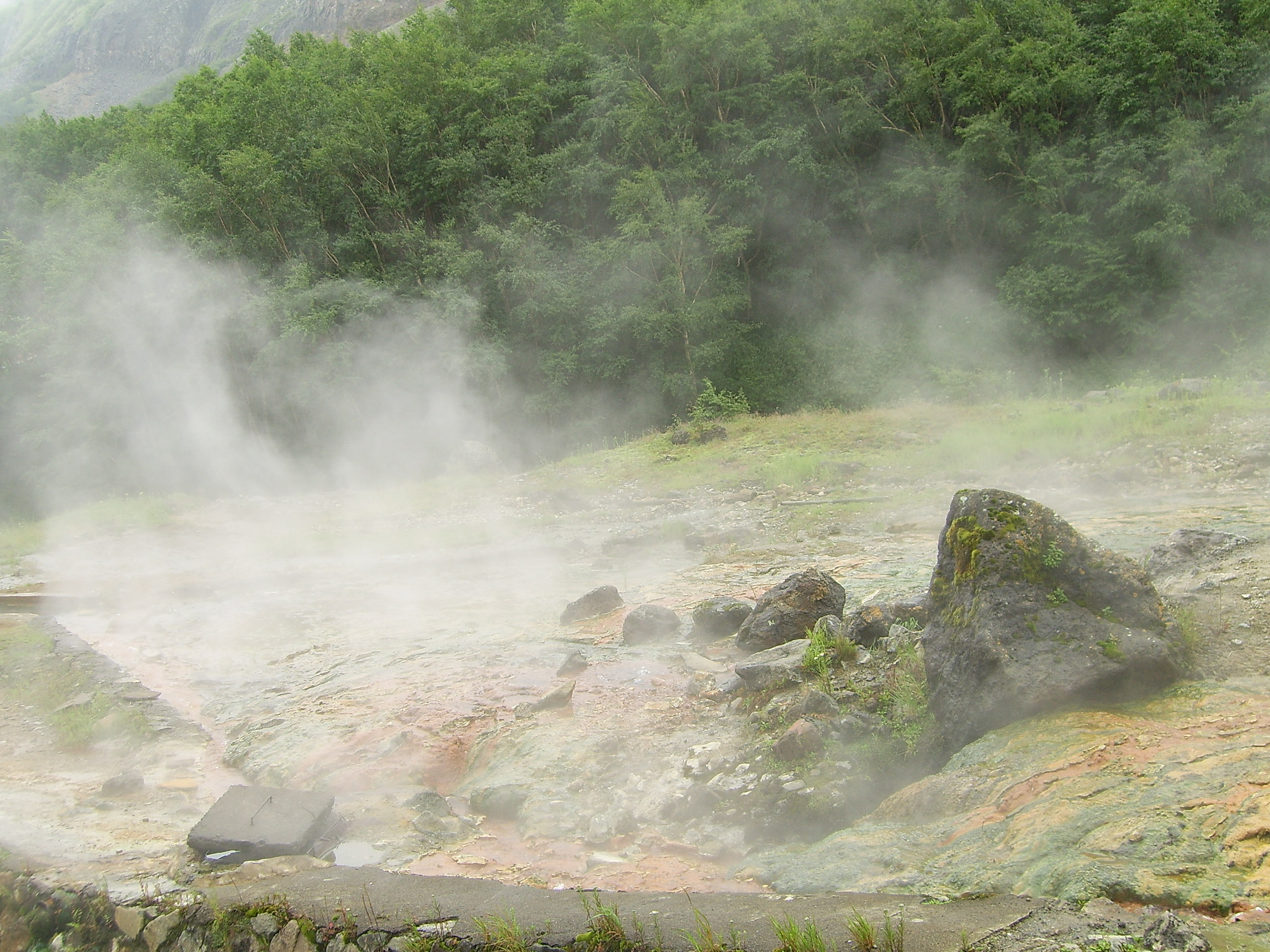
Hőforrás
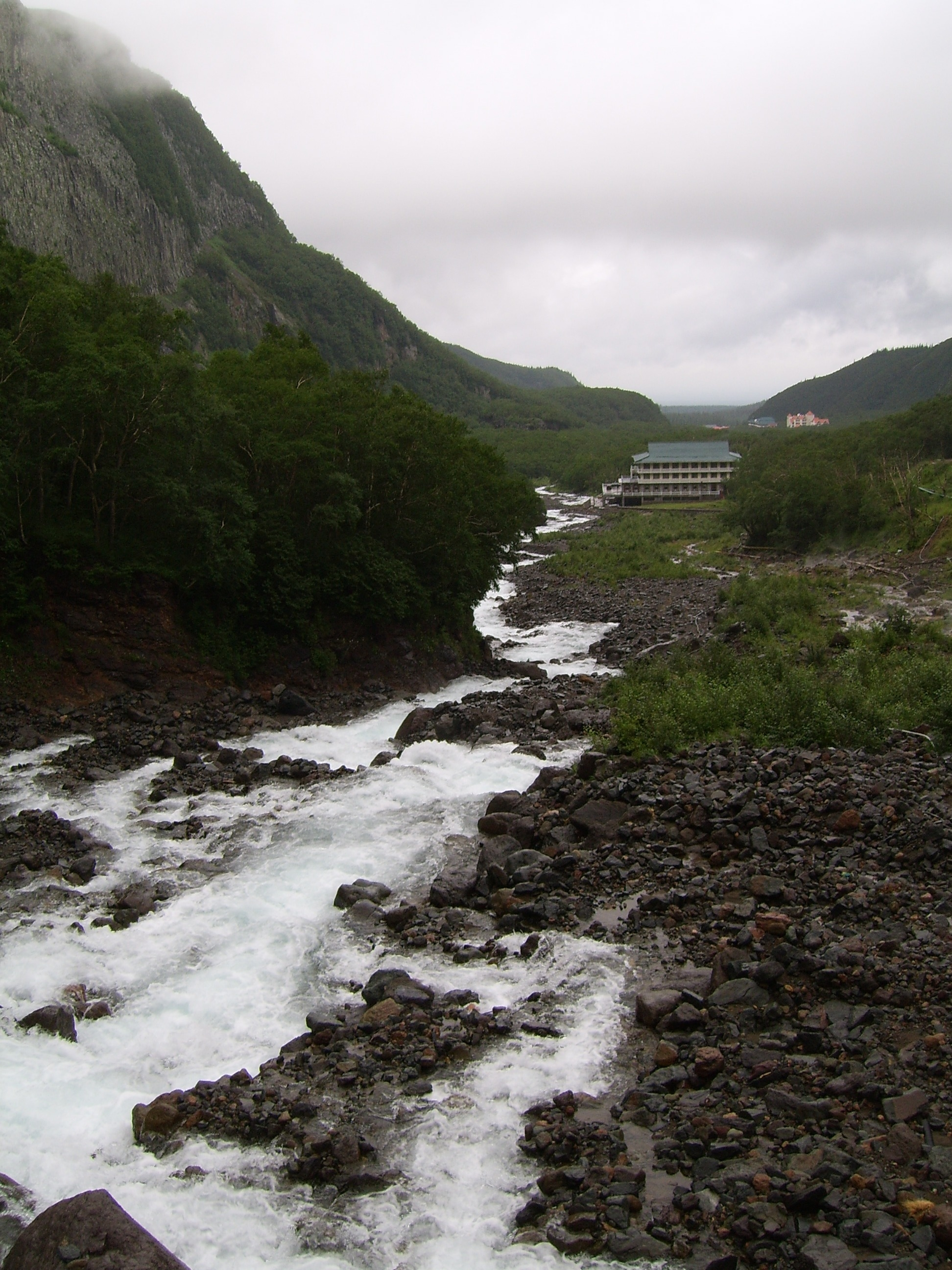
A krátertó fölös vizét elvezető patak
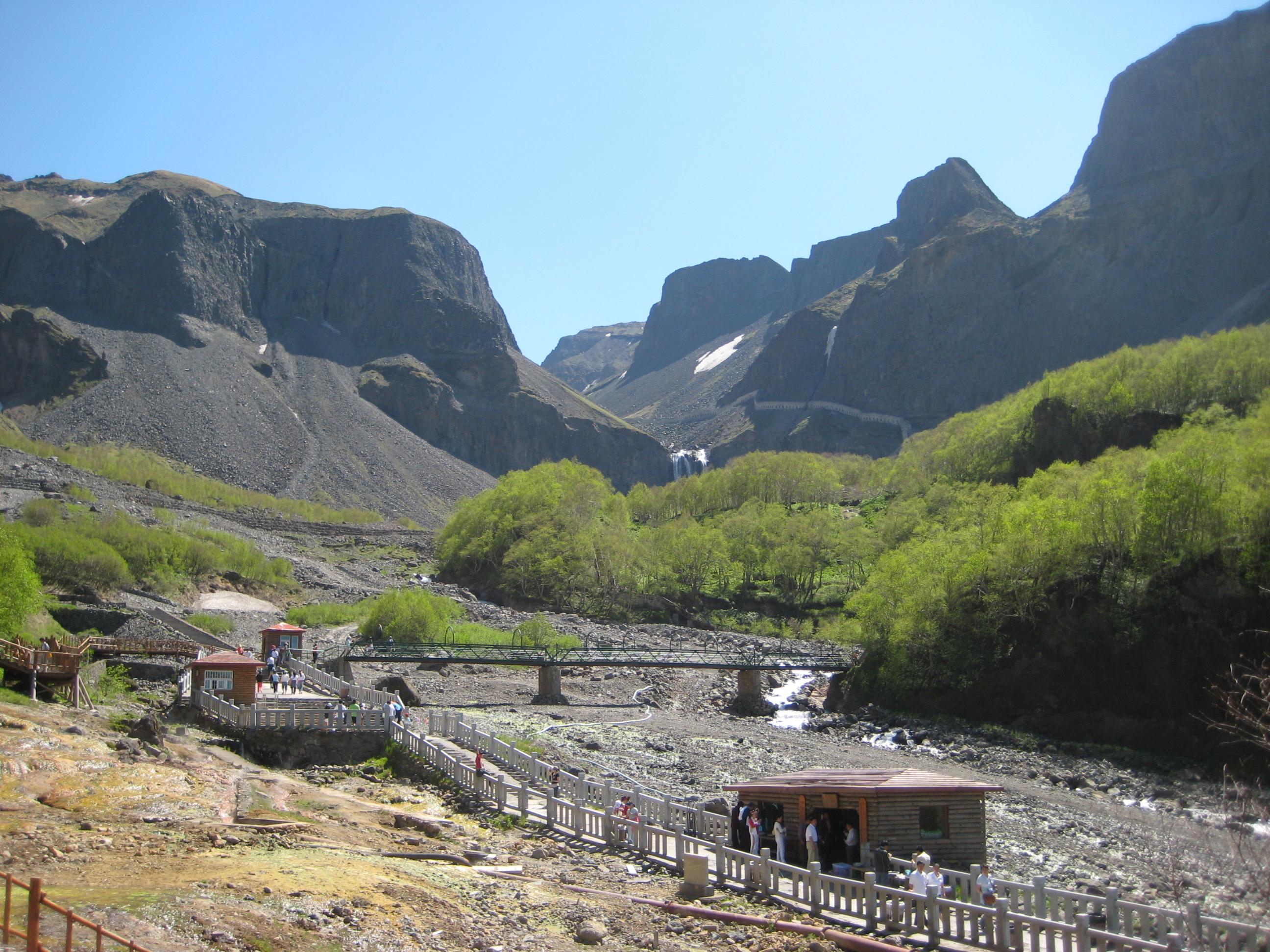
Táj a kínai oldalon
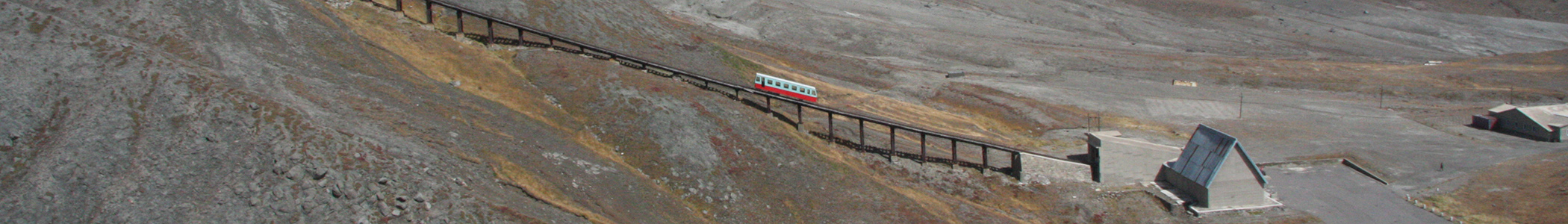
Siklóvasút a hegyoldalban
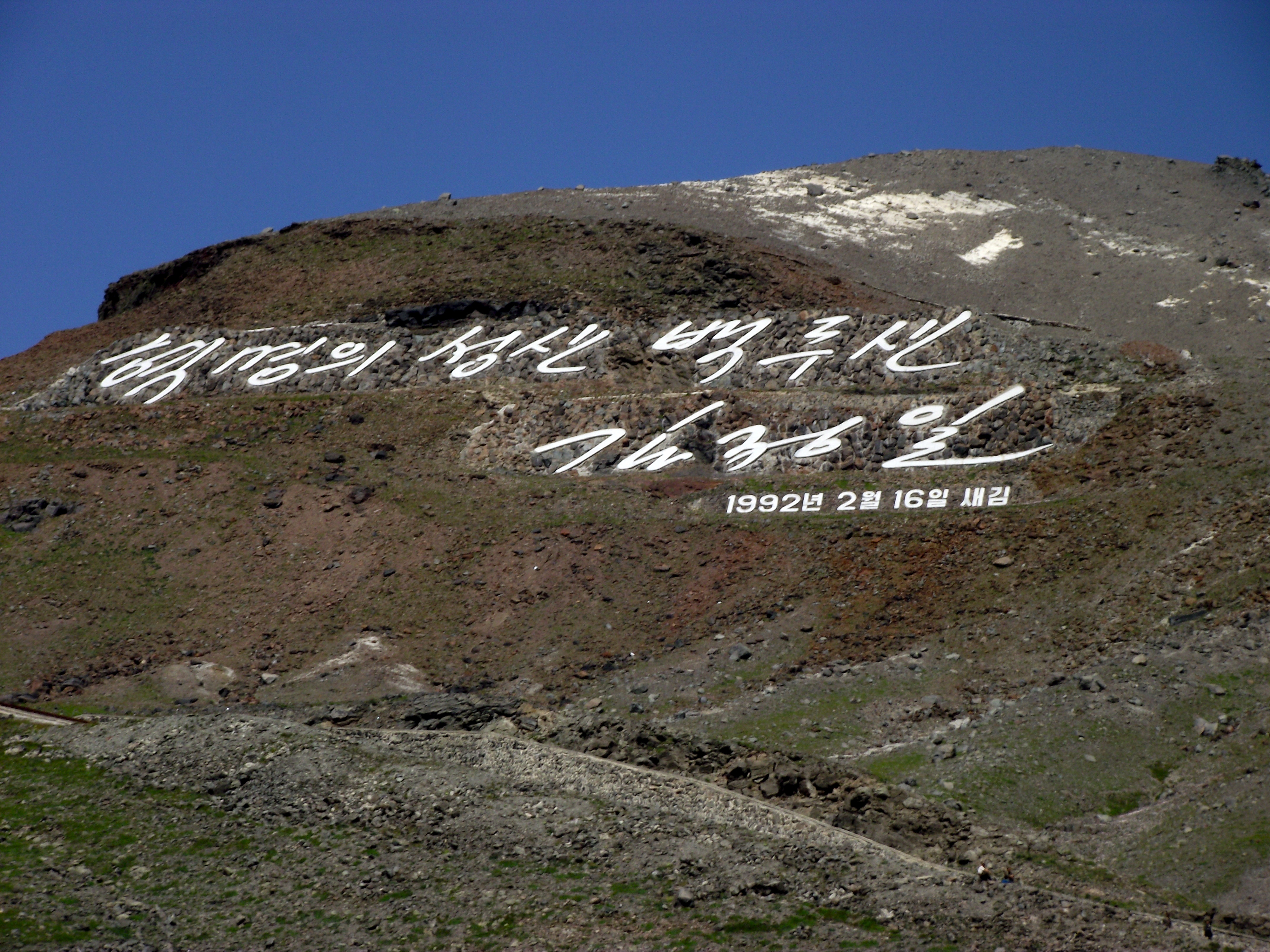
Egy Kim Dzsongil-idézet felfestve a hegyoldalra: „Pektu-hegy, a forradalom szent hegye”
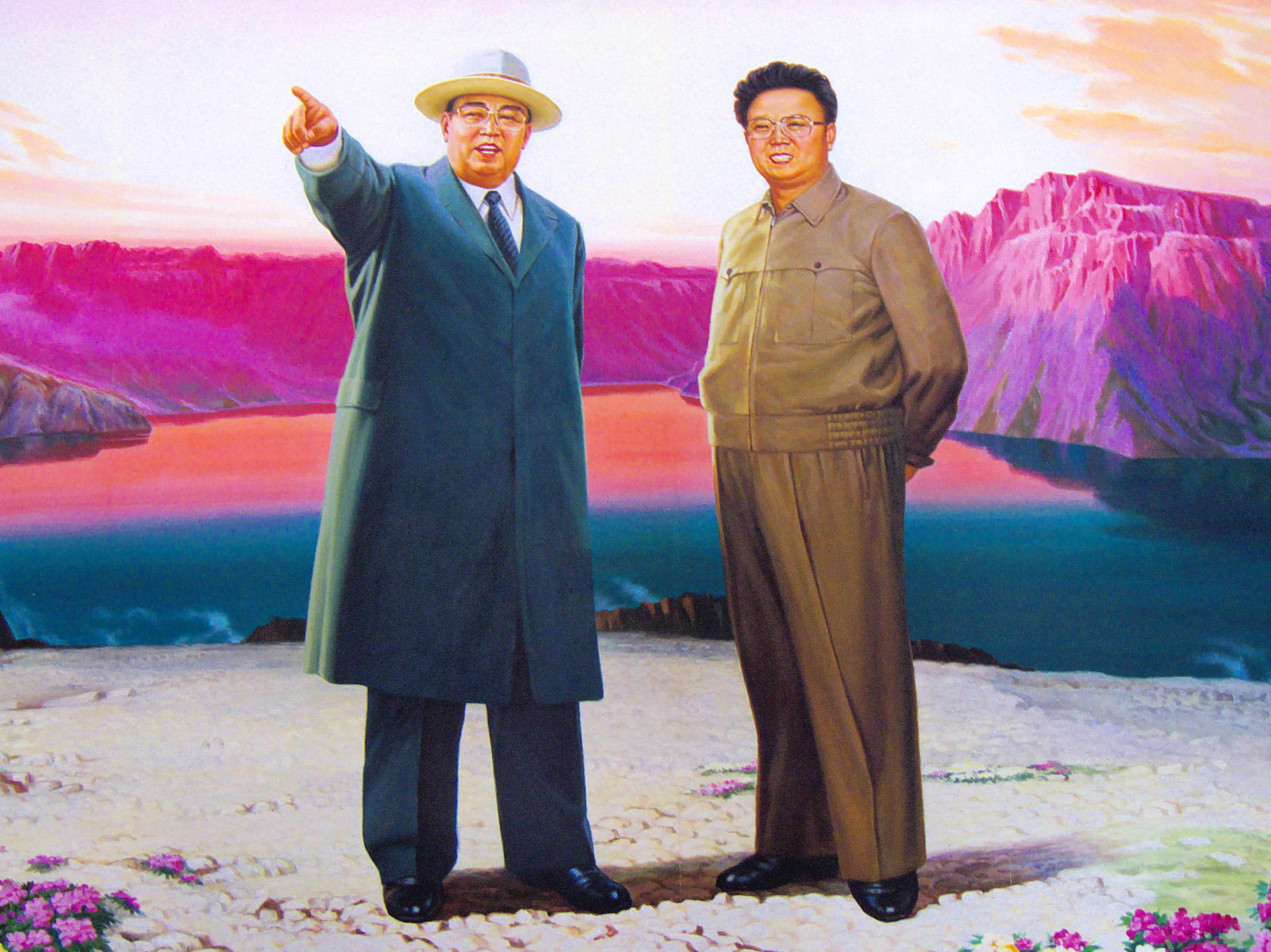
Észak-koreai propaganda kép; a szentnek tartott krátertó előtt Kim Ir Szen és Kim Dzsongil

## Fordítás
Ez a szócikk részben vagy egészben  a   Paektu Mountain című angol Wikipédia-szócikk fordításán alapul.  Az eredeti cikk szerkesztőit annak laptörténete sorolja fel. Ez a jelzés csupán a megfogalmazás eredetét és a szerzői jogokat jelzi, nem szolgál a cikkben szereplő információk forrásmegjelöléseként.